# Meunasah Blang (Langkahan)
Meunasah Blang is een bestuurslaag in het regentschap Aceh Utara van de provincie Atjeh, Indonesië. Meunasah Blang telt 415 inwoners (volkstelling 2010).